# 灰

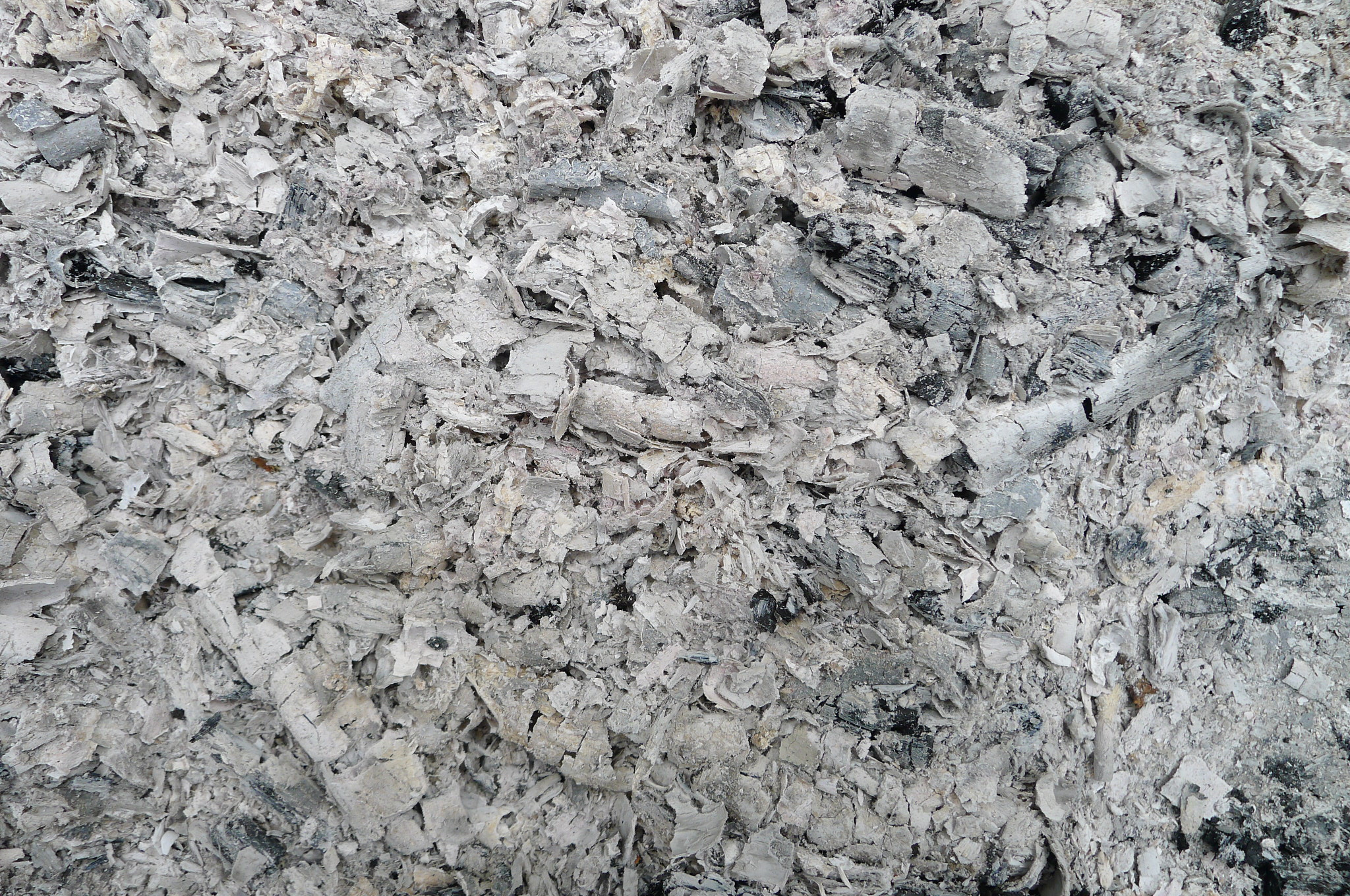
木灰

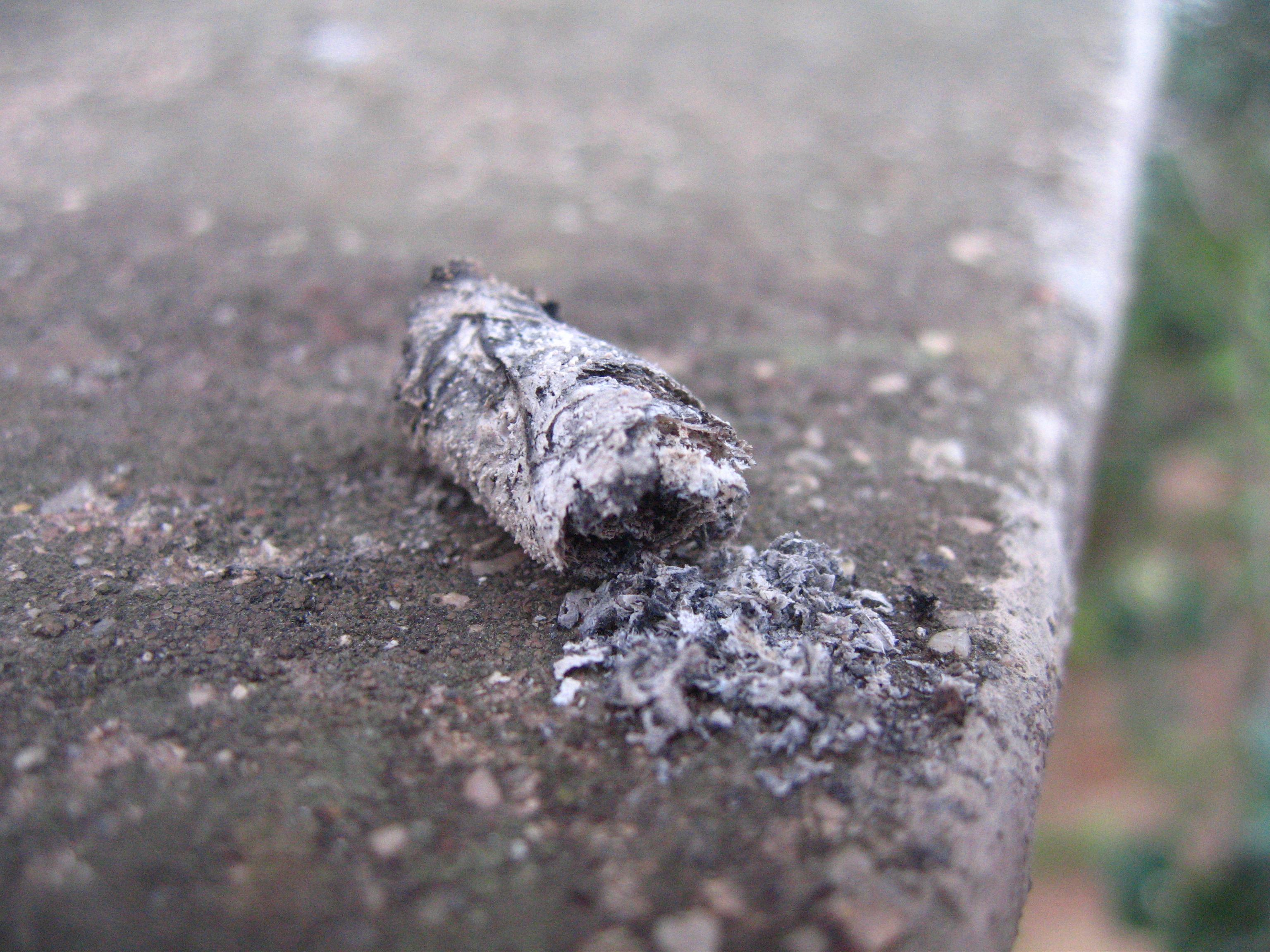
タバコの灰

灰（はい）は、草や木、動物などを燃やしたあとに残る物質。

## 成分
生物は、骨などを除けば、主に有機物から構成されている。ほとんどの有機物は、元素として炭素、水素、酸素、窒素（および硫黄、リン）から構成されている。これらの元素は高温でかつ十分に酸素を供給して焼却すると、完全燃焼して二酸化炭素や水蒸気などの気体となって散逸する。一方、体内に微量に含まれている無機質、特に金属元素（カリウム、カルシウム、マグネシウムなどの化合物類）は燃焼しても気体にはならず、酸素と結合し固体として後に残る。これが灰である。

灰の主成分元素はカリウムやカルシウム、マグネシウムであり、微量のアルミニウムや鉄、亜鉛、ナトリウム、銅などの金属元素（ミネラル）やプラント・オパール由来の珪酸も含まれる（含まれる元素は燃やすものによって左右される）。これらは酸化物や炭酸塩として存在しており、通常は水に溶かすと強いアルカリ性を示す。
ただし、温度が十分に高くなかったり、酸素供給量が不十分であったりすると、有機物が完全に分解せずに残ることがある。
石油や石炭などの化石燃料を燃焼させ生成される灰には、ゲルマニウムやバナジウムなどの金属が大量に含まれる場合があり、これらの原料として利用される。
ごみなどの焼却処理で出される焼却灰は、可燃物の灰分と燃え残りの未燃分の両方からなる。焼却灰は焼却炉の底に残る焼却主灰（ボトムアッシュ）と焼却排ガスとして浮遊する飛灰（フライアッシュ）に分けられ、特に飛灰は融点が高く、ダイオキシン類や低沸点重金属の含有率が高い。

## 用途
灰は手軽に入手できる有用な化学物質として、古より様々に用いられてきた。灰の中に含まれる炭酸カリウムは助燃触媒であり、消し炭や燃えさしは着火しやすい。このため薪を燃やすときには必ずこれらを保存して焚き付けに用いる。この現象は、薪炭を使う機会の少ない現代の家庭でも、角砂糖に灰をなすりつけたものとそうでないものを用意して着火実験をしてみると、容易に体験できる。
石鹸は、動物の肉を焚き火で焼いた後、灰が泡立つようになったのがきっかけで発見されたといわれる。これは灰のアルカリ性によって動物の脂肪が加水分解され、脂肪酸塩が生成したためである。また、山菜などのあく抜きには灰汁を使用する。アルカリ性があく抜きを促進するためである。灰持酒を醸造する際、雑菌の繁殖を抑えるため灰のアルカリ性の性質が利用されている。小学校理科の課程においては、灰汁は代表的なアルカリ性の液体として顔を出す。
灰中に含まれている金属元素は、媒染においても重要な役割を果たす。灰の原料とする植物によって含有成分が微妙に異なるため、発色に影響するといわれる。
灰の主成分はアルカリ金属塩であるため、ケイ砂のような二酸化ケイ素を多く含む砂と共に高温で加熱するとケイ酸塩を生成し、比較的低温で融解して冷却するとガラス状に固まる。これにより、ガラスの原料や、焼き物の釉薬（うわぐすり）として利用されている。
灰はカリウムを多く含むため、古くから肥料としても利用されてきた。現在でも地域によっては森林を焼き、その灰（草木灰）を肥料として農業を行う焼畑農業が行われている。
江戸時代の日本では「灰買い」という職業があり（後述書）、当時は染色の定着材・土壌の改良剤・焼き物の釉薬に用いられたことから利用価値が高く、歌舞伎のセリフに「かまどの下の灰まで俺の物だ」とあるのは、このためである。
その他にも草木灰に含まれるアルカリ性と細かい珪酸分を利用し、茶碗等の器物の洗浄や、作成したての汚染されていない灰で人体の洗浄剤や傷口の消毒剤にも用いられてきた（インドをはじめとする開発途上国の山間部、村落部など多くの未開発地域では現在も用いられている。）無論上記にもあるようにダイオキシン等有害物質に汚染されていないことが前提であるため、現代社会では保健衛生上の観点から、高温でよく焼却処理した草木灰以外は人体に用いるのは避けたい。

## シニフィエ
灰は実用上の役割とは別に、宗教、芸術などの題材としても多方面で登場する(シニフィエ)。灰色（グレー）は善とも悪ともわからないうやむやな状態のメタファーとされることが多い。これは善や正義の象徴である白と、悪の象徴である黒の中間的な色であるためであろう。また、火葬された人間の灰（遺灰）は、遺骨とともに宗教的に重要視されることがある。ガンジス川に遺灰を流す行為は有名であり、また日本においても散骨が行われつつある。また、キリスト教では四旬節のはじめの日を灰の水曜日と称し、灰を用いた儀式を行う。またそれとは別に、宗派によっては聖人の遺灰が聖灰として保存されることがある。一方、灰は単に生命の終わったものではなく、新しい生命を生み出すもの、としての意味を持つことがある。これは上記用途の着火しやすいことからきたものと思われる。
不死鳥は自らを炎の中で燃やし、その灰の中から再生するといわれる。また、日本の民話「はなさかじいさん」においては、飼い犬の墓の横に植えられた木で作った臼が燃やされて残った灰をまくことで枯れ木に花が咲くという描写がある。童話シンデレラは世界中に分布する灰かぶり姫の物語の一類型であるが、その中で灰はこの世とあの世を仲介する象徴であると分析されている。現代においても、サティヤ・サイ・ババの出す灰（ビブーティ）を万病を治す「聖なる灰」として信仰をする人達が存在する。
世界の中で宗教で使われる灰は、アフリカでは戦士に強い動物の灰を体に塗ったり（マサイでの討ち倒したライオンの灰を擦り付ける等：現在では自然保護の観点によりほとんど行われていない。）、アルメニア人は2月13日に燃やされた聖火の灰を厄除けとして屋根の上や畑にまく習慣がある。更にイギリスでは聖ヨハネの祝日（6月24日）に篝火の灰を畑にまき、日本でも八雲御抄には灰を使った占いがある。

また日本各地では、海難事故で亡くなったとされる船幽霊などは、塩類豊富な場で成仏できなかったため、『清めの塩』では効果が無いとされる。それゆえこのような『清めの塩』では祓い清められない存在を祓う為、『清めの灰』としてなるべく薪のみの灰の純度の高いものを用いる。